# Kníničky (Brno)
Kníničky – historyczna gmina, dzielnica i gmina katastralna, a od 24 listopada 1990 pod nazwą Brno-Kníničky również część miasta w północno-zachodniej części Brna, o powierzchni 1091,76 ha. 